# Pinsebevægelsen
 Denne artikel bør gennemlæses af en person med fagkendskab for at sikre den faglige korrekthed.

Pinsebevægelsen er en global kirkebevægelse, der opstod først i 1900-tallet. Walter Hollenweger skriver, at pinsekirker er meget forskellige i deres udtryk afhængigt af, hvor i verden de er. Pinsekirkerne i Danmark bygger på de samme oldkirkelige bekendelser som den danske folkekirke, men har et friere, mundtligt og karismatisk udtryk end de historiske kirker, som har en formel og skriftlig liturgi.
Pinsekirker er ofte kendetegnet ved en fri gudstjeneste med en moderne rytmisk lovsang, hvor menigheden løfter hænderne eller klapper. Præsten prædiker frit og dynamisk med udgangspunkt i bibelen og ofte med illustrationer fra sit eget eller andres liv. Bønner, dåb og nadver følger ikke en fast struktur ud over oplæsning af relevante bibeltekster. Både præst og menighed beder samtidigt, og i det hele taget kan menigheden deltage i gudstjenesten med personlige livshistorier, forbøn for hinanden, verbal interaktion med eller uden opfordring, eller gennem de karismatiske nådegaver som tungetale, helbredelse og profeti (se 1.Kor.12:6-8). Gudstjenesterne i en pinsekirke er åbne for alle, familiær og lavkirkelig, og kirkerne gør meget for at liturgien, sangen, teologien og prædikenen skal kunne forstås af alle.
Pinsebevægelsen er synonym med begrebet "pentekostalismen" (eng. pentecostalism) og dækker over en global og økumenisk bevægelse, som nu tæller over 600 millioner tilhængere. Pentekostalismen omfatter de klassiske pinsekirker med start i 1900-tallet, som i dag har mindst 279 millioner medlemmer, heraf flest i Latinamerika, Afrika og Asien. En anden gruppe er den karismatiske bevægelse fra 1960'erne, da erfaringen med "dåben i Helligånden" og tungetalen spredte sig til en større gruppe katolske præster og til de fleste andre kirkesamfund. En tredje pentekostal gruppe kaldes de neo-pentekostale eller neo-karismatiske kirker og er en voksende del af selvstændige megakirker, menighedsplantninger og nye kirkelige bevægelser, som har brudt med de to andre grupper for at udtrykke kristentroen på en måde, som svarer til deres lokale kontekst. Man bør derfor skelne mellem pinsebevægelsen (den pentekostale bevægelse) og de klassiske pinsekirker.
På dansk grund kendes pinsekirkerne primært fra de to frikirkesamfund Mosaik (tidligere  De Danske Pinsekirker) og Apostolsk Kirke. Mosaik har i 2021 ca. 5.100 medlemmer og Apostolske kirke ca. 3.500, mens den norske pinsebevægelse tæller ca. 50.000 medlemmer, og den svenske ca. 90.000 medlemmer. En international undersøgelse fra 2002 hævder, at der er op mod 206.000 pentekostale eller karismatiske kristne i Danmark, fordelt i pinsekirker, karismatiske frikirker og andre kristne trossamfund. Vi har dog endnu til gode at verificere dette tal; men det er tydeligt, at de klassiske pinsekirker ikke er de eneste, som praktiserer forbøn for syge, profeti og tungetale, eller lovsang, som man i Danmark vil finde både i og uden for folkekirken.

## Pinsevækkelsens historie
Nikolaj Christensen har i sin PhD-afhandling skrevet den danske pinsebevægelses historie. Han finder, at pinsebevægelsen i Danmark på mange måder adskiller sig fra pinsebevægelsen i resten af Skandinavien, Europa, USA og resten af verden. Blandt andet har pinsebevægelsen i Danmark ikke haft samme udbredelse som i Norge og Sverige, hvor der er og har været titusinder og hundredetusinder af medlemmer. I Danmark stagnerede medlemstallet i  første halvdel af 1900-tallet og har ikke haft nogen synderligt større udbredelse siden.

### Pinsebevægelsen i Danmark
Der har været en tendens til at antage, at pinsebevægelsen i Danmark har rødder i USA og begyndte i København og spredte sig til resten af Danmark. Det er ikke tilfældet.
Den danske pinsebevægelse kan finde nogle rødder i Azusa Street-vækkelsen i New York og specielt i København i den norske prædikant T.B. Barratt. Og i København afhang en stor del af pinsebevægelsens udbredelse af, om man støttede Barratts tjeneste. Ud over det første møde havde den amerikanske pinsebevægelse dog mindre betydning for den videre udvikling af den danske pinsebevægelse. F.eks. var pinsebevægelsen i Syddanmark påvirket af den tyske pinsebevægelse med lille eller ingen forbindelse til udviklingen i København og Barratt. Og allerede fra 1910 havde svenskere stor indflydelse på grupper i pinsebevægelsen i det østlige Danmark, hvor man begyndte at forme uafhængige menigheder. Sådanne forsamlinger eksisterede allerede i Lyngby og i det centrale København så tidligt som 1909. Det var også svensk indblanding, der til sidst fik de tværkirkelige pinsefolk overbevist om, at der burde dannes en særegen trosretning i Danmark.
Væsentligt var også den britiske Smith Wigglesworths besøg i København i 1921.
Desuden har den danske pinsebevægelse været under indflydelse fra England, hvor det mest åbenlyse eksempel er introduktionen af Apostolsk Kirke i 1923-34, som resulterede i en stor splittelse af den danske pinsebevægelse. Dette resulterede i dannelsen af Apostolsk kirke i Danmark, men siden 1998 har pinsekirkerne organiseret i Mosaik og Apostolsk kirke et stærk samarbejde lokalt og nationalt.

#### Pinsebevægelsen i København og T.B. Barratt
Efter de første møder Barratt holdt, begyndte så småt en bevægelse blandt kristne. De kom med en bred kirkelig baggrund, nogle fra Indre Mission, Luthersk Mission og højkirkelige, men det var dog især blandt andre frikirke-kristne at Barratts nye budskaber havde mest medvind.
[kilde mangler]

Først var der ikke stor opmærksomhed fra offentligheden om Barratts møder i København, selv om Kristeligt Dagblad havde en artikelserie, der beskyldte Barratt og hans tilhængere for sværmeri.[kilde mangler] Da Barratt vendte tilbage til København i 1908, fik det den brede presses opmærksomhed, og Politiken trykte en artikelserie på forsiden:
”Pludselig ser man et halvt Hundrede Mennesker rundt om i Forsamlingen rejse sig fra deres Stole, for derpaa at falde knælende ned på Gulvet, lægge Hænderne foldede på Stolesæderne og dundre Hovederne ned i de foldede Hænder. Det var de Troende. De blev liggende saaledes under et Par korte Prædikener og lange Bønner, som fremsagdes af Menighedens Førere. De laa ikke stille; der lød fra dem en stadig Mumlen, en Sukken og Hvisken, som tydede på et ganske ubehersket Hysteri hos disse Damer af alle Samfundsklasser… Situationen mindede mest af alt om ”Dr. Goudrons System” paa Frederiksberg Teater–Scenen, hvor de Sindssyge kommer ind og hopper rundt paa Gulvet".

##### Sigurd og Anna Larssen Bjørner – fra Pinsebevægelse til Apostolsk Kirke
Den kongelige skuespillerinde Anna Larssen Bjørner tilsluttede sig Pinsebevægelsen omkring 1909. Gennem sit ægteskab med Sigurd Bjørner, der var officer i Frelsens Hær, fik Larssen en bred kirkelig omgangskreds.
Hun og Sigurd Bjørner siges ofte at være ledere og foregangsmænd for pinsebevægelsen i Danmark. Det kan skyldes, at de geografisk var placeret i hovedstaden, København, og at Anna Larssen Bjørner var offentligt kendt og ofte omtalt i medierne, f.eks. blev hun i Politiken kaldt ”sindssyg”.[kilde mangler] Det medførte en række artikler i aviserne, hvor Pinsebevægelsens møder blev beskrevet både nøgternt og objektivt, men også negativt med ordene ”hypnotisme, epilepsi, selvindbildning, animisme og spiritualisme”.[kilde mangler]
I realiteten var en række personer centrale for pinsebevægelsens udbredelse, herunder Johanne Mollerup, som var "moderen" i den tidlige danske pinsebevægelse, Anton Christensen, den første leder af pinsebevægelsen i Danmark og hans efterfølger H.J. Mygind. Derudover var der Thomsen-"søstrene", Frederikke og Frida, som bragte pinsebevægelse til flere byer i Danmark. Derudover findes en række glemte evangelister og kirkegrundlæggere i pinsebevægelsen i Danmark som Philip Wittrock, Thorvald Plum, Carl Næser, Asmus Biehl, Nicolai Hansen, H. Clausen og Victor Lorck. Ikke mindst nævnes en af de større danske pinsemissionærer, Anna Lewini.
Larssen og hendes mand købte en cirkusvogn, som de kørte i rundt i Danmark for at sprede deres budskab om Gud og den "nye" form for kristendom. På Trianglen i København afholdt de en række møder og bestemte sig i 1919 for at bygge deres egen kirkebygning. I 1922 stod  ”Evangeliehuset” færdigt. Sideløbende havde andre pinsemenigheder fået egne lokaler. Det var dog Evangeliehuset under Anna Larssen Bjørner og Sigurd Bjørner, der var den største menighed.[kilde mangler]
Apostolsk kirke stod stærkt i Wales og havde både baggrund i begivenhederne på Azusa Street og en hellighedsbevægelse i Wales. Efter denne oplevelse valgte Bjørner-parret at lade hele Evangeliehuset omstrukturere efter den model, de havde oplevet i Wales. Det kom Barratt for øre. Han var meget imod den ledelsesstruktur i menighederne, da han mente, det hindrede Helligånden i at virke spontant gennem lederskabet.
Uden at konsultere Barratt valgte Bjørner-parret helt at træde ud af Pinsebevægelsen, og i 1924 overgik Evangelieforsamlingen til Apostolsk Kirke. Pinsebevægelsen mistede derfor sin største kirke, og med Anna Larssen Bjørners skifte til Apostolsk Kirke uden tvivl også den mest kendte person i bevægelsen.[kilde mangler]

#### Etableringen af de første pinsekirker
Sideløbende med etableringen af Evangelieforsamlingen blev der etableret en række egentlige Pinsekirker i Danmark. I Norge og Sverige havde Pinsebevægelsen oplevet, at hele menigheder fra andre kirkesamfund overgik til Pinsebevægelsen og dermed blev til deciderede Pinsekirker. Dette skete dog ikke i Danmark. I stedet syntes bevægelsen af løsrive enkelte medlemmer fra andre kirker og konvertitter, som kom helt uden for det kirkelige landskab. Derfor gik det langsomt med etableringen af egentlige Pinsekirker i Danmark.[kilde mangler]
I København etableredes i Zinnsgade 5 en form for ”bedehus” med rod i Pinsebevægelsen; det var dog ikke nogen organiseret kirke, idet den ikke havde vedtægter eller præster. Den første selvstændige Pinsekirke så dagens lys i Valby i 1912, den såkaldte Eben Ezer (betyder ”hidtil har Herren hjulpet”). Menigheden blev ledet af Carl Rasmussen, som var tidligere prædikant i Indre Mission. Rasmussen var kommet i kontakt med Pinsebevægelsen i København og tillod derfor en del af bevægelsens medlemmer at afholde møder i Indre Missions lokaler. Det førte til, at Rasmussen blev indkaldt til en tjenstlig samtale af Indre Missions ledelse, hvorefter det blev ham forbudt at lade prædikanter fra Pinsebevægelsen benytte Indre Missions lokaler. Rasmussen valgte at træde ud af Indre Mission og grundlagde Eben Ezer.
Til 1919 var Eben Ezer den eneste pinsekirke i Danmark, men i 1919 kom en ny pinsekirke i Korsør. Da Evangelieforsamlingen og Anna og Sigurd Bjørner overgik til Apostolsk kirke i 1924, var der en lille del af menigheden, som ikke ønskede at overgå til Apostolsk Kirke, men foretrak at blive i pinsebevægelsen. Man genoptog møderne i Zinnsgade 5 og hentede derefter præsten fra pinsekirken i Korsør, Anders Endersen ind. Han blev præst i den nyoprettede pinsekirke, som blev kaldt Elim.[kilde mangler]

#### Pinsebevægelsens stagnation i Danmark
Pinsebevægelsens ringe udbredelse i Danmark og stagnationen i første halvdel af 1900-tallet kan have mange årsager.
Ét bud er, at pinsebevægelsen i Danmark manglede en stærk leder, som pinsebevægelsen i Norge havde haft gennem Thomas Ball Barratt. Da Anna og Sigurd Bjørner lod deres kirke overgå til Apostolsk kirke, svækkede det etableringen af pinsebevægelsen i Danmark, idet bevægelsen mistede sine mest kendte personer. At hænge Pinsebevægelsens historie op på én stærk leder kan dog være for simpelt, da kirkelige vækkelser ikke opstår ud af den blå luft, men indgår i en historisk sammenhæng. Det er også tilfældet i Danmark, hvor Pinsebevægelsen voksede ud af eksisterende menigheder – dog med hjælp fra udefra kommende katalysatorer som Smith Wigglesworths teltmøder i København i 1921.
Et andet bud på Pinsebevægelsens stagnation og ringe fremgang kan være, at bevægelsen var afhængig af lederskab fra andre lande, og at de eksisterende menigheder i Danmark ikke var klar til en sådan transnational og tværkirkelig bevægelse, som tilmed søgte af ændre de eksisterende og traditionelle kirker.
Danmark har også historisk set haft vanskeligheder ved at imødekomme religiøs mangfoldighed. Bevægelsen og dens frikirker blev i dagblade omtalt negativt og set på med skepsis og kritik, også af autoriteterne. Frikirkerne blev ofte beskrevet som ‘sekter’ og havde i praksis ikke mulighed for at udfolde deres religiøsitet på den mest effektive måde. I stedet forsøgte medlemmer at forblive i deres respektive folkekirkelige menigheder og udbrede Pinsebevægelsens lære der. Begge dele kan have hæmmet bevægelsens udbredelse.

### Pinsebevægelsen i USA

#### Charles Parham
Charles Parham (1873-1929) var en omrejsende prædikant fra Kansas, som havde trukket sig fra Metodistkirken i 1895. I 1895 havde han en religiøs oplevelse og mente, at han blev helbredt for gigt. Det førte til en prædikantvirksomhed, som især centrede sig om Helligånden, helbredelse og Guds meget konkrete indgriben i den troendes liv. I sit hjem i Kansas åbnede Parham en bibelskole, hvor han underviste i helbredelse, vækkelse og Åndens dåb.
Parham udviklede sine teologiske synspunkter hen ad vejen. Hans bibelskole havde 35 studerende, da han en dag bad dem finde beviser i det Nye Testamente for Åndens dåb. De kom til den konklusion, at det ydre tegn på åndsdåb var, at den troende kunne tale i tunger. På den baggrund bestemte Parham sig for at tale i tunger og begyndte at holde bønnemøder sammen med de studerende. Han bad om Åndens dåb og evnen til at tale i tunger. Den 1. januar 1901 kunne en af Parhams studerende, Agnes Ozman, tale i tunger. Parham opfattede hendes tungetale som et konkret sprog og var overbevist om, at hun talte kinesisk. Parham intensiverede sin virksomhed som omrejsende prædikant og begyndte at prædike ved kristne møder i USA. I 1905 toppede Parhams karriere, og flere tusinde skulle have oplevet åndens dåb og tungetale ved Parhams møder. Parham afholdt i 1906 en tre måneder lang bibelskole i Houston i Texas. Her sad en elev, som senere skulle få stor betydning for pinsebevægelsen:  William James Seymour. Parhams teologi skulle få stor betydning for den nordamerikanske pentekostalisme; blandt andet at han lagde så stor vægt på at tale i tunger og så tungetalen som tegn på åndens dåb. Parham var dog af den opfattelse, at tungetale var et konkret talt sprog som i Biblen (xenolalia), og ikke et fonetisk usammenhængende sprog (glossolalia). Han opfattede tungetalen som et tegn på de sidste tider, som skulle være med til at bibringe budskabet om Jesu snarlige genkomst til Jorden. Parhams forbindelser med pinsebevægelsen blev dog præget af en vis modstand. Parham forsøgte at udøve kontrol over Azusa Street-vækkelsen (1906), som hans elev Willam Seymour kom til at stå i spidsen for, men dette mislykkedes dog. Parham blev også beskyldt for homoseksualitet i 1907, selvom det aldrig blev bevist. På grund af disse hændelser mistede Parham en stor del af sine tilhængere og endte med at leve tilbagetrukket i Kansas, hvor han dog stadig forsøgte at holde gang i sin prædikantvirksomhed. Dog blev hans holdninger på hans senere dage mere og mere racistiske. Parham begyndte at udtrykke sympati for Ku Klux Klan og endte med at mene, at raceadskillelse havde lovligt og bibelsk belæg.

#### William James Seymour
Parhams elev William James Seymour skulle føre bevægelsen langt videre. Seymour var afroamerikaner og søn af en tidligere slave. I det raceadskilte Texas havde han ikke lov til at deltage i Parhams bibelskole, men fik lov til at lytte med gennem en halvåben dør, Her hørte Seymour Parham tale om Åndens gaver, Åndens dåb og Guds konkrete indgriben i menneskers liv.
Seymour blev kort efter bedt om at være præst i en lille kirke i Los Angeles. Her begyndte også Seymour at prædike om tungetale og Guds mirakler. Det førte til, at kirkens ledelse udelukkede ham fra kirkerne. En del af menigheden var dog blevet fanget at Seymours prædikener, og han fortsatte med at holde møder hos et ægtepar fra menigheden på Bonnie Brae Street. Det var her, den 9. april 1906, at Seymour første gang selv begyndte at tale i tunger, og flere i kirken oplevede også at tale i tunger. Rygtet spredte sig i Bonnie Brae Street, og flere kristne begyndte at slutte sig til møderne. Til sidst kunne de ikke være i hjemmet og endte med at leje en gammel kirke på Azusa Street.
Møderne fortsatte her, og de var oftest spontane. Folk sang i tunger og faldt i Helligånden(?). Den racemæssige sammensætning af menigheden var helt unik: En afroamerikansk præst ledte en menighed og bevægelse af hvide amerikanere, latinoamerikanere og folk med mange andre baggrunde. Los Angeles havde muligvis en mere forskelligartet racemæssig sammensætning end nogen anden amerikansk by, og byen voksede hver måned med omkring 3.000. Der var formentlig ikke mange andre byer i USA, hvor en så forskelligt sammensat menighed som den i Azusa Street kunne eksistere. Kirkens ældsteråd var race- og kønsmæssigt nogenlunde ligeligt fordelt. Det var et særsyn. Charles Parham kom også for at se denne bevægelse stiftet af hans tidligere elev. Parham var chokeret ved at se den racemæssige sammenblanding og forsøgte uden held at overtage lederskabet af Azusa Street. Parham udtalte sig konsekvent kritisk om Azusa Street og om Seymour og kaldte begivenhederne ”a freak imitation of pentecost” og udtalte, at han blev ”sick to my stomach… to see white people imitating unintelligent, crude negroism from the Southland, and laying it on the Holy Ghost”.
Møderækken fortsatte, og pressen fik nys om, hvad der skete på Azusa Street. Den 17. april 1907 skrev Los Angeles Times en kritisk artikel ”Weird Babel of Tongues” med reference til mødernes fokus på at opnå tungetale. Den 18. april 1907 blev San Francisco ramt af det værste jordskælv i mands minde. Store dele af byen blev ødelagt, og omkring 3.000 mennesker døde. Enhver nyhed om møderne på Azusa Street drukneende i mediernes dækning af jordskælvet. En uafhængig prædikant Frank Bartleman anså jordskælvet for at være et tegn fra Gud på, at folk skulle omvende sig. Dette budskab fik han trykt på 150.000 løbesedler, som blev delt ud i Los Angeles. Miraklerne på Azusa Street og løbesedlerne fik antallet af deltagere til møderne til at stige, og rundt regnet 1.500 mennesker deltog i møderne, som endte med at køre i døgndrift. I omkring tre år fortsatte møderne på Azusa Street, og talrige præster og andre kirkelige ledere deltog i dem. Seymour søsatte også en avis ved navn Apostolic Faith Mission, som handlede om begivenhederne på Azusa Street. Den blev trykt i 50.000 eksemplarer.
Asuza Street var dog ikke uden racemæssige spændinger, og de kom til udtryk ved, at der var flere forsøg på at vælte Seymour som leder og indsætte en hvid præst. Da det mislykkedes, gik store dele af de hvide medlemmer fra menigheden og grundlagde deres egne kirker; de tog blandt andet listen over modtagere af avisen Apostolic Faith Mission med sig, så Seymour ikke længere kunne sende nyheder ud om Azusa Street. Seymour blev dog inviteret rundt i USA for at prædike i kirker, som havde sympati for hans synspunkter. På den måde blev budskabet om begivenhederne spredt ud over USA.

### Pinsebevægelsen i Skandinavien
Kort tid efter Azusa Street-vækkelsen kom Pinsevækkelsen til Skandinavien, især ved hjælp af nordmanden Thomas Ball Barratt og svenskeren Levi Petrus. Det skete omkring 1908. Herefter bredte Pinsevækkelsen sig til hele Skandinavien. I Danmark kom Pinsekirken dog aldrig til at stå så stærkt som i Norge og Sverige. Af betydning for pinsekirken i Danmark er Sigurd og Anna Larssen Bjørner. Hun var kongelig skuespillerinde og kendt, da hun tilsluttede dig denne nye vækkelse. Sammen med sin mand ledte hun dog også den danske Pinsekirke til dens første splittelse, hvorefter Apostolsk Kirke opstod.
I dag er Pinsebevægelsen i Danmark forgrenet i flere forskelige karismatiske kirker, som f.eks. Apostolsk Kirke, husmenigheder, og selvstændige karismatiske kirker.
Thomas Ball Barratt
Pinsebevægelsen kom til Danmark med den britisk/norske metodistpræst Thomas Ball Barratt. Barratt var rejst til New York for at indsamle penge til et kirkebyggeri i Norge og kom  næsten tilfældigt i kontakt med Pinsebevægelsen. Barratt gjorde ophold på et gæstehus i New York, som tilhørte Metodistkirken. Her læste Barratt avisen ”The Apostolic Faith” fra september 1906, som fortalte om de karismatiske begivenheder i Azusa Street som  tungetale, åndens dåb, profetier, osv. Artiklen lagde vægt på, at denne vækkelse ikke var en vækkelse for en bestemt menighed, men en vækkelse for hele kristendommen; det ramte Barratt, og han skrev et brev til artiklens forfatter. Det udviklede sig til en brevudveksling på seks breve mellem Barratt og nogle af dem, som havde oplevet vækkelsen på Azusa Street på første hånd. Barratt ønskede selv at komme i kontakt med denne nye bevægelse, og på det gæstehus, hvor han boede, afholdt ejerne vækkelsesmøder inspireret af Azusa Street. Barratt deltog i disse møder og beskriver dem selv på følgende måde:
”It was at a meeting in a little hall. The power was very great. We could not close and I determined to stay, God helping, till the victory was won. What a scene we had. Some were seeking sanctification and other the baptism with fire, and I the Gift of tongues or any other the Lord saw fit to send me.”
Oversat:
"Det var et møde i en lille sal. Kraften var vældig stor. Vi kunne ikke lukke, og jeg besluttede at blive, med Guds hjælp, til sejren var vundet. Hvilken scene vi havde. Nogle søgte helliggørelse og andre ilddåben, og jeg selv tungetalens nådegave eller en hvilken som helst anden, Herren fandt passende at sende mig."
Dette møde var et nybrud for Barratt, som meget tidligt fik lov til at opleve Pinsebevægelsen på egen krop. Hvad der er værd at bemærke i citatet, er at Barratt nævner noget af det, som bliver karakterisk for Pinsebevægelsen, som netop ”ilddåb” (Helligåndens dåb), og at han selv beder om tungetale. De bliver også centrale i den version af Pinsebevægelsen, som Barratt bringer med tilbage til Skandinavien. Dog blev Barratt ikke selv i stand til at tale i tunger under dette møde, men fortsætter med at deltage i møderne for netop at blive i stand til at tale i tunger. Den 15. november 1906 kan Barratt selv  tale i tunger. Det sker under et møde i en afroamerikansk Pinsekirke, endda under en kvindelig præst (sic!). Barratt beretter, hvordan deltagerne i mødet lagde hænderne på ham og bad om, at han måtte kunne tale i tunger, og under denne seance begynder Barratt selv at tale i tunger. Barratt beretter om sin oplevelse i en artikel i den norske avis Byposten, som blev udgivet af den norske metodistkirke. Barratt havde været med til at grundlægge Byposten to år forinden. Byposten havde afsæt i den norske metodistkirke, men Barratt beretter frit om de religiøse oplevelser, han havde haft og anså dem selv for at være inden for rammerne af normalt metodistisk teologi.
Efter sine oplevelser i New York rejste Barratt tilbage til Norge, dog uden de penge, han skulle have samlet ind. Barratts syn på den pinsekirkelig oplevelse blev utvivlsomt formet af hans egen baggrund som metodistpræst. Barratt skrev om sine oplevelser med Pinsebevægelsen, men afveg på flere punkter allerede her fra det, den oprindelige vækkelse i USA havde set som central teologi – f.eks. mente Barratt ikke, at tungetalen var et nødvendigt tegn på Helligåndens dåb. Også på andre punkter, som bevægelsen i USA så som helt centrale, påstod Barratt, at Heligåndens dåb ikke var den dåb, der gav retfærdiggørelse, men derimod udrustede den troende til tjeneste. (Dette synspunkt er senere blevet inkorporeret i pentekostal teologi som beskrevet i det foregående afsnit om teologi, men på den tid var det genstand for en stor intern diskussion om, hvorvidt Helligåndens dåb var til udrustning af den troende eller et tegn på retfærdiggørelse. Retfærdiggørelse bliver beskrevet senere).
Ved ankomsten til Norge i december 1906 begyndte Barratt at prædike om det, han havde oplevet i New York, idet han talte om tungetale, Helligåndens dåb og helbredelser. Barratt havde umiddelbart ingen intentioner om at forlade metodistkirken, men hans nye teologiske synspunkter viste sig dog at være for meget for den norske metodistkirkes ledelse, og ved den norske metodistkirkes årskonference i 1909 blev Barratt frataget alle sine ledelsesfunktioner.
Kort efter begyndte Barratt på en omfattende missionærvirksomhed i mange lande, herunder Danmark, hvor det centrale i hans missionsvirksomhed var de nye åndelige oplevelser, han havde haft i New York. Barratt havde gennem metodistkirken forbindelser i Danmark, men det var først da Kristeligt Dagblad i 1907 kørte en række kritiske artikler om Barratt, at det bredere kirkelige Danmark kom til at høre om den nye Pinsebevægelse. Det var dog gennem Ellen Hansen, som var blevet kristen på et møde afholdt af Pinsebevægelsen i Norge, at Barratt kom til Danmark i juni og juli 1907 og afholdt de første møder, som skulle blive til den danske Pinsekirke i Frelsens Hærs Tempel på Frederiksberg.

## Pinsebevægelsens teologi
Selve navnet pinsebevægelsen leder opmærksomheden hen på Helligåndens komme, som den er beskrevet i Apostlenes Gerninger:
”Da pinsedagen kom, var de alle forsamlet. Og med ét kom der fra himlen en lyd som af et kraftigt vindstød, og den fyldte hele huset, hvor de sad. Og tunger som af ild viste sig for dem, fordelte sig og satte sig på hver enkelt af dem. Da blev de alle fyldt af Helligånden, og de begyndte at tale på andre tungemål, alt efter hvad Ånden indgav dem at sige.”
Pinsen er den kristne højtid, hvor man fejrer, at Helligånden kom til kirken, som Jesus havde lovet. Pinseteologer som Amos Yong, Allan Anderson, Wolfgang Vondey, Keith Warrington og Stephen Land har i de seneste 30 år været med til at afklare og beskrive pinseteologien som en trinitarisk teologi, hvor Helligånden bør spille en lige så stor rolle som de andre personer i treenigheden. Den pentekostale teolog Wolfgang Vondey skriver, at det dominerende narrativ i pentekostal teologi er det fem-foldige evangelium om Jesus som frelser, helliggør, helligåndsdøber, helbreder og kommende konge.
Pinsekirkens teologiske arv er formet gennem mange teologiske strømninger som katolicisme, metodisme, evangelikalisme, fromheds- og vækkelsesbevægelserne m.m.
Frelsen opnås ved bekendelse og tro på Kristus (Rom.10:9-10) og ikke gennem dåben, som dog ses som en afgørende bekræftelse af troen og begyndelsen på efterfølgelse af Kristus (Matt.28:18-20). Mens den kristne er retfærdiggjort af Guds nåde ved tro (Rom.3:23), er den troende nu kaldet til at leve et nyt liv i hellighed og tjeneste for Gud (Rom.12). Den pentekostale frelselære er tre-delt i retfærdiggørelse ved tro, helliggørelseslivet og forløsning i himlen. En stadig tilbagevenden til Jesus, Guds nåde og Helligåndens fornyelse er kendetegnet i den pentekostale gudstjenestes alterkald og forbøn.
Et begreb, som er centralt i pentekostal teologi, er Helligåndens dåb. Den er ikke en fysisk dåb, men Helligånden i den enkelte troendes liv. Helligåndens dåb opfattes som en selvstændig oplevelse efter den personlige frelsesoplevelse. John Wesley og hellighedsbevægelserne anså Helligåndens dåb for at være "a second blessing", en velsignelse til at leve et helligt liv, men Helligåndens dåb eller fylde opfattes som en kraft til vidnesbyrd og tjeneste for Gud i verden (Apg.1:8). Her spiller tungetalen en afgørende rolle som et tegn (for nogle pinseretninger) eller som én af mange nådegaver (1.Kor.12:8-10), som den, der har modtaget Helligåndens dåb, oplever. Den personlige tungetale er hverken en ekstase eller ukontrollerbar erfaring, men et bønnesprog, som styrker den enkelte troende (1.Kor.14:1-4).
Helbredelse spiller også en stor rolle i pinsebevægelsens historie, men omfatter ikke kun fysisk helbredelse ved bøn, men også forbøn for lægernes og videnskabens hjælp og fokus på helbredelse og guddommelig hjælp i alle livets situationer, som mennesket ikke kan klare alene.
Endelig har forventningen om Jesu genkomst spillet et stor rolle i pinsebevægelsens historie. Her har den store evangelikale bevægelse i USA præget synet på bortrykkelsen, antikrist, trængsel, tusindårsriget og den nye Himmel og Jord. Mens endetidssynet stadig er til debat, har pinsebevægelsen brugt forventningen om 'de sidste tider' som en motivation til at missionere og plante nye kirker inden Jesu genkomst.

### Pinsebevægelsens metodistiske rødder
For at forstå den teologiske historie, som Pinsekirken udspringer af, skal man forstå metodismen. Metodismen gennemsyrer pinsebevægelsens teologi. Metodismens idealer og teologi løber som en rød tråd gennem Pinsebevægelsen med dens fokus på omvendelse og helliggørelse. Desuden var mange af pinsebevægelsens tidlige aktører selv metodistpræster: Charles Parham og Thomas Ball Barratt; det var med til at forme udviklingen af særskilt pentekostal teologi.
Metodistkirken blev grundlagt af John Wesley (1703-1791) og hans broder Charles Wesley i Storbritannien i 1700-tallet. Brødrene så ikke metodismen som et modstykke til den anglikanske kirke, som de tilhørte, men snarere som en ny form for anglikanisme. Dog mødte de modstand i den anglikanske kirke, og efter John Wesleys død valgte lederne af metodistkirken at bryde med den anglikanske kirke og grundlægge en separat metodistkirke. Wesley ønskede at vende tilbage til den oprindelige form for kristendom og anlagde et primitivistisk syn på teologien. Wesley ønskede at vende tilbage til den kristendom, som blev praktiseret af oldkirken og at skære unødvendig teologi og handlingsmønstre fra.
John Wesleys indflydelse på teologien rakte langt ud over Storbritanniens grænser. I USA oplevede metodismen at få godt fodfæste; blandt andet fordi puritanismen allerede stod stærkt her. I USA oplevede metodismen mere medvind og blev spredt yderligere, især igennem indvandring fra Storbritannien. Metodismen blev gennem 1800-tallet en af de hurtigst voksende grene af kristendommen, og i 1900-tallet var metodismen blevet den største kristne menighed i USA. Langsomt begyndte toneangivende medlemmer af metodistkirken i USA at bruge et billedsprog, som lagde sig mere og mere op ad det, som skulle blive Pinsekirkens. De begyndte blandt andet at tale om ”Helligåndens dåb”. Helligåndens dåb er et centralt element i pentekostal teologi og anses af nogle som den afgørende faktor for at forstå pentekostalisme.
Pinsebevægelsen opstod ikke for at bryde med metodismen, men ligesom metodismen ikke opstod for at bryde med den anglikanske kirke, endte Pinsebevægelsen med at etablere sig som en selvstændig kirke. Her videreudvikledes en del af det teologiske arvegods, man havde med sig, og man begyndte at fokusere på en tredje dimension i troen – Helligåndens dåb.
Metodismens teologi lægger vægt på helliggørelse og retfærdiggørelse. Helliggørelse som skal forstås som processen, hvorigennem en troende bliver mere og mere helliggjort; eller  at man bliver mere og mere lig Jesus i handlinger og tanker. Det betyder, at man arbejder for at minimere synd i sit liv og sigter efter, at alle gerninger skal være drevet af kærlighed. Retfærdiggørelsen er derimod statisk og opnås igennem tro på Jesu død på korset som en frelsende og genoprettende handling. I religiøs forståelse tilgiver Gud det syndige menneske ved at lade sin søn Jesus dø i dets sted. Både helliggørelsen og retfærdiggørelsen har udgangspunkt i den troendes åndelige genfødsel. Genfødsel forstås som, at man ved troen får del i Jesu død på korset og derigennem får et nyt liv. Det er klarest udtrykt i Galaterbrevet 2:20.
”Jeg lever ikke mere selv, men Kristus lever i mig og i mit liv her på Jorden lever jeg i troen på Guds søn, der elskede mig, og gav sig selv hen for mig.”
Denne genfødsel er det ”åndelige nulpunkt” for den troende. Wesley anså dette for at være udgangspunktet for individets tro, og stedet understreger også den wesleyanske forståelse af at blive mere lig Jesus; dog er det vigtigt at forstå, at netop retfærdiggørelsen var statisk i trosøjeblikket og forbliver statisk, hvorimod helliggørelsesprocessen netop starter ved genfødslen og udvikler sig.
Helliggørelsen hos Wesley kan bedst beskrives som en arketype, som den troende stræber efter. Det stod ekstremt stærkt hos John Wesley og blev en af de hovedpointer, som metodismen bibragte. Wesley selv lagde vægt på en næsten ekstrem form for livsførelse, hvori han stræbte efter at blive mere og mere lig Jesus.
Det udvendige tegn på den indvendige, åndelige genfødsel og på individets helliggørelse er beskrevet i Bibelen gennem åndens frugter:
”Men Åndens frugt er kærlighed, glæde, fred, tålmodighed, venlighed, godhed, trofasthed, mildhed og selvbeherskelse. Alt dette er loven ikke imod!”
Når helliggørelsen opfattes som en proces, ligger der også en forventning om at individet ”udvikler sig”; eller at individet kan dygtiggøre sig i åndens frugter. Det er det implicitte religiøse argument i helliggørelsen; at det er en proces, hvori den troende bliver mere og mere lig Jesus. Helliggørelsen er vedvarende, og det forstås, at den troende konstant gerne skal bevæge sig fremad. Pentekostal teologi inkorporerer også denne forståelse af helliggørelse. Dette kaldes kristen perfektionisme; hvorved der forstås, at man stræber efter det perfekte syndfri liv, med Jesus som forbillede.
Wesley kaldte helliggørelse for ”the second blessing”, oversat "den anden velsignelse", eller ”baptism in the Spirit” "dåb i Ånden", begreber som skulle blive centrale for Pinsekirken. Wesley mente, at ”the first blessing” var det at komme til tro, og ”the second blessing” var at modtage Guds nåde. Der opstod dog imidlertid i metodismen en splittelse om, hvorvidt helliggørelse var en proces eller på lige fod med retfærdiggørelse, en statisk engangsbegivenhed. Det førte til et brud i bevægelsen, som derefter inddelte sig i en reformeret fløj og weslyansk fløj. Den reformerede fløj anså helliggørelse som en statisk tilstand, hvorimod wesleyanerne anså det som en proces.
For Wesley var det at komme til tro knyttet sammen med en oplevelse af Gud. Denne oplevelse grundfæstede troen som mere end bare et kognitivt projekt, men som en total og global tro, der involverer alle dele af individet. Ligesom troen skulle komme til udtryk gennem at leve et ret liv, skulle troen også komme til udtryk gennem oplevelser med Gud. Guds kærlighed skulle opleves af individet, da det er kærligheden, som skal være drivkraften bag den troendes handlinger. Dette var med til at ”kropsliggøre” kristendommen og knytte troen endnu tættere til individet.
Såvel metodisme som pentekostalisme er dermed teologiske retninger, som i høj grad stiller krav til livsførelsen. Når en så stor del af den pentekostale teologi finder sin udgang i metodismen, kan man se pentekostalisme som en videreudvikling af den amerikanske metodisme.

#### Ortodoksi og ortopraksi – arven fra John Wesley
De teologiske elementer, som kendetegner pinsekirken, er især et skift fra ortodoksi til ortopraksi. Ortodoksi er den rette lære, hvorimod ortopraksi er den rette handlemåde. Weslybrødrernes kristendom flyttede fokus over på individets handlinger. Det var det rene individ, der var i centrum, ikke så meget den rene tro. Når man ser på pinsekirken, så er det også det rene liv, der er i centrum. Dette gør den enkeltes handlinger til et centralt punkt og flytter fokus fra det at tro på det rigtige over til at gøre det rigtige.
Helliggørelsens tanke er hverken unik for metodismen eller pinsekirken, men når den knyttes sammen metodismens fokus på det rette liv, forstærkes effekten. Man kan derfor forvente, at der implicit bliver en ”større forventning” til ret livsførelse. Galaterbrevets beskrivelse af åndens frugter er dog en diffus størrelse, og netop på grund af, at det er diffust, var det op til Wesley at definere, hvad han mente, var den korrekte livsførelse. Her stod det klarest tilbage, at Wesley lagde vægt på, at den troende skulle leve et liv, som var helligt, rent, og at det skulle ligne det liv, som Bibelen beretter, at Jesus levede.
Pinsebevægelsen overtager Wesleys forståelse af ortopraksi. Tungetalen bliver religiøst set en ”guddommelig” bekræftelse af de enkeltes religiøse stræben, idet Gud sanktionerer deres tro og handlinger ved at give en nådegave. De sociale markører for at bedømme, om nogen er ”inde i varmen”, knytter sig til de handlinger, individet foretager sig. Den processuelle helliggørelses kendetegn er åndens frugter.
Wesleys teologi var et skifte væk fra ortodoksien og over mod ortopraksien. Dette fokusskifte ligger et øget ansvar på individet, da man selv er ansvarlig for at leve det rette liv, men samtidig muliggør det også en langt mere personlig tro, som leves ud i alle aspekter af livet.
Ortopraksien har overlevet fra Wesley til pinsebevægelsen. Pentekostal teologi viderefører forståelsen af troen som en oplevelse, den enkelte må have, og at der er en rigtig og en forkert måde at leve på. At ortodoksien glider i baggrunden for ortopraksien, er ikke så underligt i betragtning af pinsebevægelsens forståelse af Helligånden og åndens dåb som centrale elementer i frelsen. For pinsebevægelsen er Helligånden en konkret oplevelse, som det også var for Wesley.
Det var også karismatiske kendetegn, som bevægelsen tog med sig, da den kom til Skandinavien. Thomas Ball Barratt kan om nogen kaldes Nordens pentekostale apostel. Han var drivkraften bag den skandinaviske pentekostalisme; og han drev en utrættelig missionsvirksomhed. Hans baggrund som metodistpræst må helt sikkert have skinnet igennem den teologi, han tog med sig, hvilket også illustreres ved, at Barratt ikke så nogen modsætning mellem pinsebevægelsens budskab og metodismens. Barratts forbindelser med den amerikanske pinsebevægelse og hans trosmæssige oplevelser i USA har betydet en stærk sammenknytning mellem pinsebevægelsen i USA og Skandinavien, teologisk og historisk.

## Pinsebevægelsen på verdensplan
Ifølge en britisk undersøgelse fra 2006 er Pinsebevægelsen den hurtigst voksende af de kristne grupper i Storbritannien. På verdensplan er der over 250 millioner tilhængere, og de udgør ca. 10 % af de kristne i verden. Bevægelsen, som delvist begyndte i USA, spredte sig hurtigt langt ud over USA's grænser og findes i dag i alle dele af verden. Især i Asien, Afrika og Latinamerika vandt kirken stor tilstrømning. Verdens største kirke og pinsekirke ligger i Seoul i Sydkorea med 750.000 medlemmer. Pinsevækkelsen har ikke noget centralt organ, men bevægelser som the Assemblies of God, Church of God (USA), Hillsong Church, Elim (UK), er organiseret og ledes centralt. De lokale menigheder ledes ofte af et menighedsråd bestående af forstanderen/præsten og menighedsmedlemmer valgt af menigheden.

## Kirkernes struktur
Styringen af kirkerne fra dag til dag bliver i de fleste tilfælde varetaget af præsten og menighedsrådet, som er valgt af menigheden. De fleste kirker har ikke nogen begrænsning på embedsperioden for ledere eller 'ældste' (medlemmer af ældsterådet).
Medlemmer (og ikke medlemmer) døbes ikke til menigheden, men til Jesus Kristus.
Gudstjenesterne foregår efter forskellige mønstre, der ligner gudstjenestepraksis i den nytestamentlige menighed, fortolket ud fra national kultur. Gudstjenesterne indeholder oftest sang, bøn, prædiken og forbøn. Der foretages barnevelsignelse, dåb ved nedsænkning i vand på personlig bekendelse af troen på Jesus Kristus, vielse og begravelse. Der er frivilligt børne- og ungdomsarbejde i de enkelte menigheder. Økonomien sikres gennem de troendes gaver og bidrag. Ledelsen af den enkelte menighed er lokalt forskellig, men består i reglen af forstander, ældsteråd og menighed. Ledelsen udgøres ofte af forstander og ældsteråd tilsammen.
I Danmark er hver lokalmenighed selvstændig, men deltager frivilligt i fællesforetagender, som Mariager Højskole, Mariager Efterskole, Efterskolen Frydensberg og Efterskolen Alterna. Kirkerne har også en fælles SummerCamp i Mariager, missionsarbejde m.m. Ud over de fælles tiltag har den lokale menighed egne projekter lokalt og internationalt.
Præsterne i pinsekirkerne i Danmark er organiseret i foreningen Mosaik, som ikke har nogen direkte myndighed over den enkelte kirke, da kirkerne er lokalt styret. Dog er der en række etiske retningslinjer, trosspørgsmål og andre forhold, som lederne og kirkerne skal være indforstået med.